# Риста Вукановић
Ристo Вукановић (Буговина (или Бусовина?) код Требиња, Херцеговина 3. април 1873/16. април 1873 — Париз, 7. јануар 1918) је био српски сликар импресиониста.

## Биографија
Родио се 3. априла 1873. године у Буговини у Херцеговини. Основну школу је учио у Турн Северину у Румунији а гимназију у Београду. 1890. године је као државни стипендиста уписао сликарску академију у Петрограду а после једне године је прешао у Минхен где је наставио студије прво код Антона Ажбеа, а затим на тамошњој уметничкој академији код Вагнера. Након четворогодишњег студирања и дружења код Ажбеа, венчали су се уметници 1898. године Ристо и Бабета Бахмајер, Немица позната као Бета. Ристо исте 1898. године долази са својом Бетом у Београд, где је постављен за наставника вештина у Првој гимназији.
После смрти Кирила Кутлика 1899. године, преузео је Ристо инвентар његове уметничке школе, организовао у њој наставу на модерној основи и уз исту субвенцију коју је имала Кутликова школа, започео са својом женом Бетом Вукановић школски рад (17. априла 1900). Године 1902. супружници Вукановићи сазидали су новцем који је Бета добила из Немачке, кућу која је имала двоструку намену. Била је њихова породична кућа у Капетан Мишиној улици бр. 13 и седиште сликарске школе. Била је то прва и једина кућа зидана за потребе сликарске школе. Из те школе развила се касније Краљевска уметничка школа у Београду, а касније и Факултет примењених уметности. Кућа је била лепо украшена са молерајем и фрескама. Бета је осликала алегорије, музе уметности: Музика, Сликарство и Играње.
Дана 20. септембра 1898. године у сали Народне скупштине излагали су своје радове чак троје наших младих уметника и то тек пристиглих са школовања у Минхену, Бета Вукановић, Ристo Вукановић и вајар Симеон Роксандић. Такву изложбу пре тога Београђани готово да нису имали прилике да виде. 1899. године је са супругом сликарком Бетом Вукановић отворио приватну уметничку школу, после смрти оснивача прве сликарске школе у Београду Цирил Кутљика и ова је школа претворена у државну, односно државом субвенционирани завод, Краљевску уметничку школу у Београду. Био је један од оснивача Ладе. Излагао је на свим тадашњим југословенским изложбама, а 1914. године је учествовао на изложби у париском Салону. Позната су његова сликарска дела: "Дахије" и "Молитва". Највише је радио портрете и слике са историјском тематиком и био је један од најзначајнијих представника минхенске импресионистичке школе.
За време Првог светског рата, када наступи пропаст државе Србије, супружници Вукановић одлазе са народом у "бежанију". После извесног времена проведеног у Солуну, Атини и Марсељу стигли су у Париз. Ристо је током рата вршио дужност српских школа у Француској. Сликар Вукановић умро је у санаторијуму 1918. године, и сахрањен је на војничком гробљу у Тијеу у Паризу где је сахрањено близу 750 српских ратника, рањених на разним бојиштима у Првом светском рату, а потом пребачених на лечење у Француску, где су преминули.

## Главна дела
- Дахије (Народни музеј у Београду)
- Молитва (Музеј у Загребу)
- Портрет Госпође К. З. (Музеј у Софији)
- Портрет професора Вулића, Госпође Вукановић (сликареве мајке), Аутопортрет итд.

## Изложбе
- 1900. Међународна изложба, Париз,
- 1904. Прва југословенска уметничка изложба, Београд,
- 1905. Међународна изложба, Лиже,
- 1906. Друга југословенска изложба, Софија,
- 1907. Српска изложба, Лондон,
- 1908. Трећа југословенска изложба, Загреб,
- 1910. Прва српска уметничка изложба, Сомбор,
- 1912. Четврта југословенска изложба, Београд

## Галерија
- Богдан Поповић
- Р. Вукановић, Пролећни дан (1912/15.)